# 布里托 (加利福尼亞州)
布里托（英語：Brito）是位於美國加利福尼亞州默塞德縣的一個非建制地區。該地的面積和人口皆未知。

## 地理
布里托的座標為36°59′33″N 120°42′32″W / 36.99250°N 120.70889°W，而該地的平均海拔高度為33米（即108英尺）。